# Liste der Biografien/Davy
Liste der Biografien |
Portal Biografien |
Personensuche
# |
A |
B |
C |
D |
E |
F |
G |
H |
I |
J |
K |
L |
M |
N |
O |
P |
Q |
R |
S |
T |
U |
V |
W |
X |
Y |
Z |
?
 
Da |
Db |
Dc |
Dd |
De |
Dg |
Dh |
Di |
Dj |
Dk |
Dl |
Dm |
Dn |
Do |
Dq |
Dr |
Ds |
Du |
Dv |
Dw |
Dy |
Dz
 
Daa |
Dab |
Dac |
Dad |
Dae |
Daf |
Dag |
Dah |
Dai |
Daj |
Dak |
Dal |
Dam |
Dan |
Dao |
Dap |
Daq |
Dar |
Das |
Dat |
Dau |
Dav |
Daw |
Dax |
Day |
Daz
 
Dava |
Davd |
Dave |
Davi |
Davl |
Davo |
Davr |
Davs |
Davu |
Davy
Die Liste der Biografien führt alle Personen auf, die in der deutschsprachigen Wikipedia einen Artikel haben. Dieses ist eine Teilliste mit 19 Einträgen von Personen, deren Namen mit den Buchstaben „Davy“ beginnt.

## Davy
- Davy d’Amfreville, Charles-François (1628–1692), französischer Aristokrat und Marineoffizier
- Davy, Benjamin (1956–2025), österreichischer Rechtswissenschaftler, Raumplaner, Hochschullehrer
- Davy, Chelsy (* 1985), simbabwische Freundin von Prinz Harry von Wales, Unternehmerin und ausgebildete Wirtschaftswissenschaftlerin, Juristin und GemmologinChelsy Davy (* 1985)

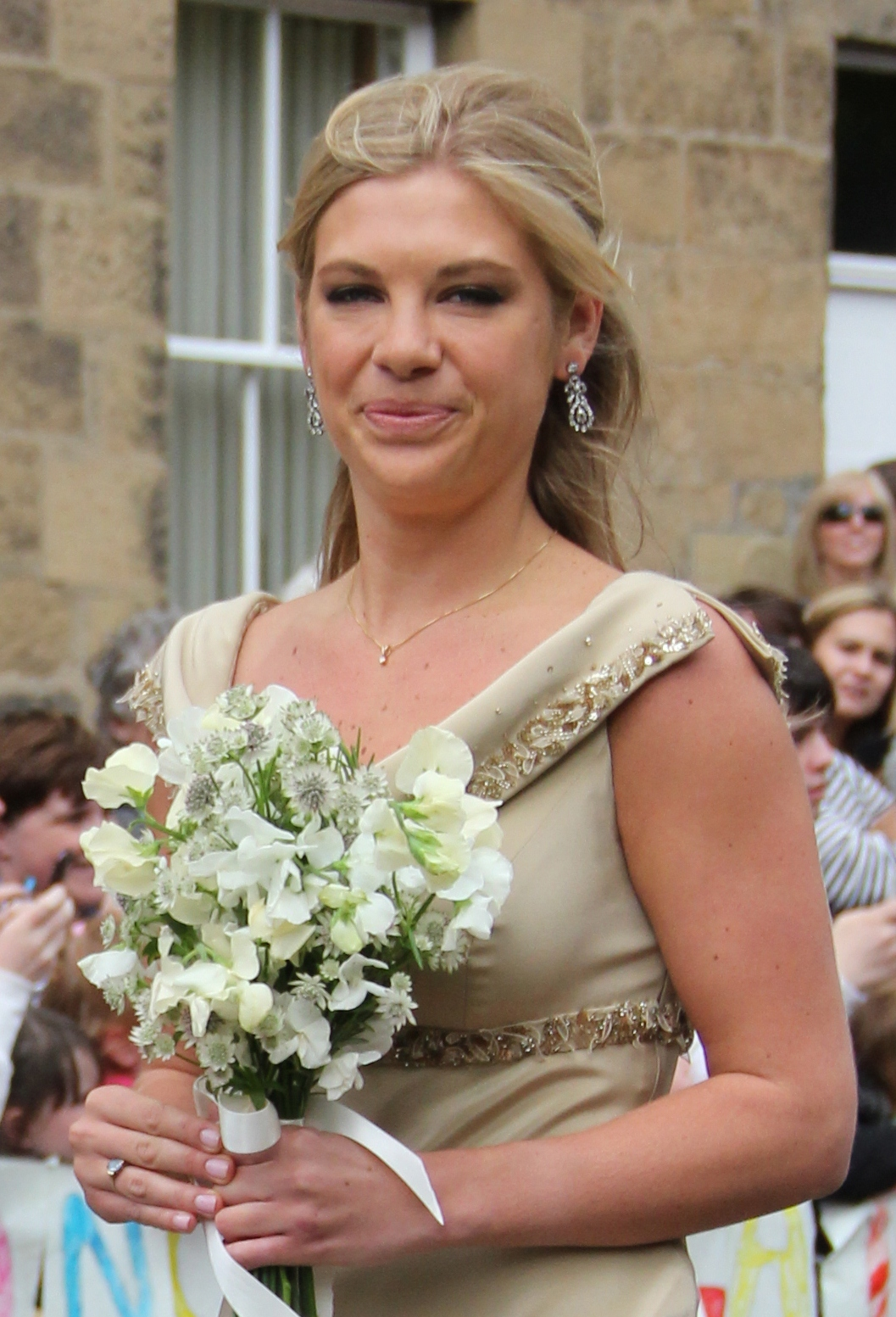
Chelsy Davy (* 1985)

- Davy, Clément (* 1998), französischer Radrennfahrer
- Davy, Edmund (1785–1857), irischer Chemiker
- Davy, En (1948–2019), philippinische Popsängerin
- Davy, Georges (1883–1976), französischer Soziologe und Hochschullehrer (Sorbonne)
- Davy, Gloria (1931–2012), US-amerikanische Opernsängerin (Sopran)
- Davy, Humphry (1778–1829), englischer Chemiker
- Davy, John (1790–1868), englischer Arzt, Chemiker und Zoologe
- Davy, John M. (1835–1909), US-amerikanischer Politiker
- Davy, Nadia (* 1980), jamaikanische Leichtathletin
- Davy, Richard, englischer Organist, Chorleiter und Komponist
- Davy, Robert (1867–1924), österreichischer Ministerialbeamter und Landesverwalter des Burgenlandes
- Davy, Rolleston Humphry (1862–1944), englischer Arzt und Hochschullehrer
- Davy, Ulrike (* 1955), deutsche Rechtswissenschaftlerin
- Davy, Walter (1924–2003), österreichischer Regisseur und Schauspieler

### Davyd
- Davydova-Minguet, Olga (* 1967), russisch-finnische Ethnologin und Hochschullehrerin

### Davye
- Davyes, Wilson (* 1988), portugiesischer Handballspieler